# Espigão (Viamão)
Espigão é um distrito do município de Viamão, no Rio Grande do Sul . O distrito possui  cerca de 7 000 habitantes e está situado na região sudoeste do município .